# Jezarotes levis
Jezarotes levis är en stekelart som beskrevs av Mao-Ling Sheng 1999. Jezarotes levis ingår i släktet Jezarotes och familjen brokparasitsteklar. Inga underarter finns listade i Catalogue of Life.